# Heterangaeus japonicus
Heterangaeus japonicus is een tweevleugelige uit de familie Pediciidae. De soort komt voor in het Palearctisch gebied.